# Geopolímero
Geopolímero es un término acuñado por Joseph Davidovits en la década de los años 1980 para designar a polímeros sintéticos inorgánicos de aluminosilicatos que proceden de la reacción química conocida como geopolimerización. Sin embargo estos compuestos ya habían sido desarrollados en la década de 1950 en la Unión Soviética con el nombre de Cementos de suelo (Soil cements en inglés). Los geopolímeros también son conocidos como aluminosilicatos inorgánicos.
Los geopolímeros tienen un elevado potencial para ser usados en numerosos campos, pero predomina el uso como sustitutos de cementos portland, campo hacia el que se ha dirigido la mayor parte de la investigación. Los geopolímeros tienen la ventaja de tener bajas emisiones de CO2 en su producción, una gran resistencia química y térmica, y buenas propiedades mecánicas, tanto a temperatura ambiente como a temperaturas extremas.
La reacción de geopolimerización se produce bajo condiciones altamente alcalinas entre un polvo de aluminosilocato y una solución activadora (basada en una mezcla molar de hidróxido sódico y un silicato alcalino, por ejemplo, de sodio o de potasio) a condiciones ambientales. A nivel de laboratorio se suele usar metacaolín como material de partida para la síntesis de geopolímeros, siendo este generado por la activación térmica de caolinita. Se han llevado a cabo numerosos estudios usando desechos industriales de Metacaolín y otros aluminosilicatos.

## Estructura y mecanismos de formación

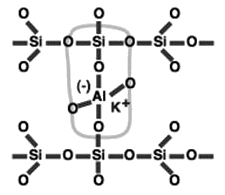
Red sialato

El proceso de polimerización es llevado a cabo al poner al material puzolánico en contacto con la solución activador alcalina, lo cual da como resultado la formación de cadenas poliméricas tras haberse reorientado los iones en solución. Estas cadenas poliméricas pueden ser consideradas hipotéticamente como el resultado de la policondensación de iones de ortosialato. Dado que el mecanismo exacto de reacción aún no ha sido determinado completamente, se asume usualmente que la síntesis es llevada a cabo por medio de oligómeros, los cuales proveen las estructuras unitarias de la red macromolécular tridimensional.
Los geopolímeros que están basados en aluminosilicatos son llamados polisialatos. Este término es una abreviación de poli-(silico-oxo-aluminato) o (-Si-O-Al-O-)n, siendo n el grado de polimerización. La red sialato consiste en tetraedros de SiO4 y AlO4 unidos por átomos compartidos de oxígeno. Dentro de las cavidades de la red, deben estar presentes iones positivos (Na+, K+, Li+, Ca++, Ba++, NH4+, H3O+) para contrarrestar las cargas negativas del Al3+ para que el aluminio pueda estar unido a tres oxígenos, como el silicio. La fórmula empírica de los polisialatos es la siguiente:
Donde M es cualquiera de los cationes mencionados arriba, n es el grado de polimerización, z, que puede ser 1, 2 o 3, determina el tipo de geopolímero resultante, lo cual significa, que si z es igual a 1 la red será del tipo polisialato, si z vale 2, la red será poli(sialato-siloxo) y si Z vale 3, la red será poli(sialato-disiloxo), y w es el número de moléculas de agua asociadas.

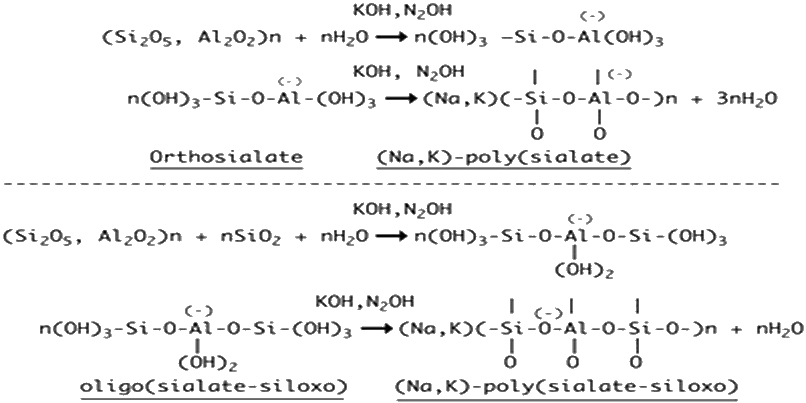
Mecanismo de polimerización propuesto.